# Irish Folklore Commission
L'Irish Folklore Commission (en irlandais : Coimisiún Béaloideasa Éireann) est une institution irlandaise, créée en 1935 par le gouvernement de l'Irlande pour l'étude et la collecte d'informations portant sur le folklore et les traditions irlandais.
L'institution fut créée et dirigée de ses débuts jusqu'en 1971, par Séamus Ó Duilearga (en). Ses activités furent ensuite reprises par le département de folklore irlandais de l'University College Dublin, qui recueille depuis lors toutes les données collectées.
L'Irish Folklore Commission a également favorisé les enregistrements des derniers locuteurs de mannois (île de Man), en déclin dans les années 1960, avant de retrouver sa popularité actuelle.